# Vita

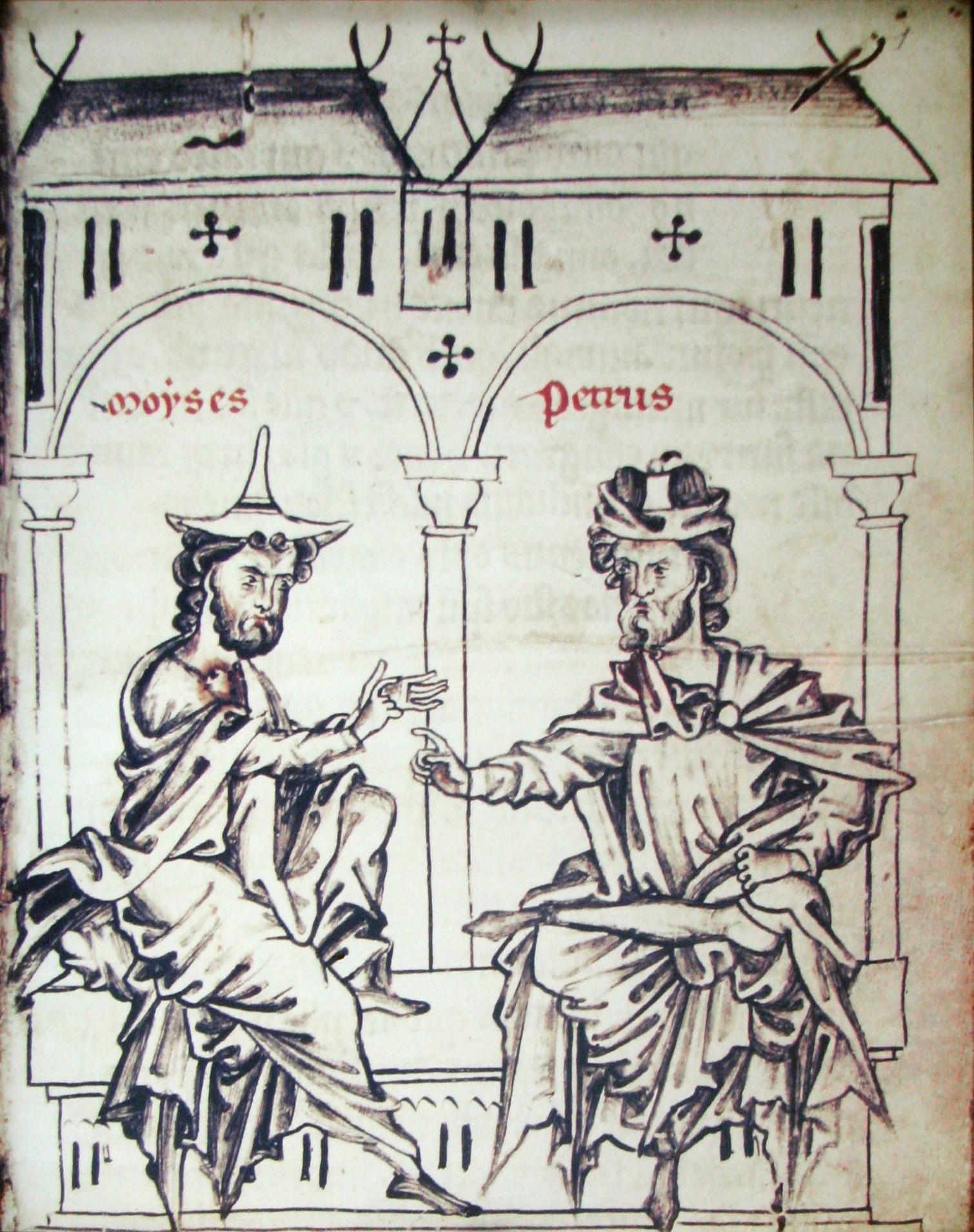
Mózes és Szent Péter vitája; 13. századi kódex

A vita érvek ütköztetése egy adott témában, célja egy adott hallgatóság meggyőzése egy adott vélemény helyességéről, vagy az igazság közös keresése. A vitázó leggyakoribb eszköze a saját véleményének igazolása, a vitapartnere véleményének cáfolása, a hallgatóság meggyőzése.
A vitának van tárgya, szerkezete, legalább két résztvevője eltérő állásponttal.
A vita, az érvelés több társadalomtudomány eszköze és témája, például politika, retorika, filozófia, etika, jog, kommunikációelmélet, logika, pszichológia stb.
A vitának vannak erkölcsi szabályai, ezt nevezzük vitakultúrának.

## Vitatípusok
A vitákat fel lehet osztani formai, tartalmi, stílus és színvonal szerint. Az érvelésrekonstrukció és érvelés térkép egy vita részletes elemzését teszi lehetővé.
Viták tartalmuk szerint:
- kompetencia vita (a partner helyzetével kapcsolatos)
- definíciós vita (a nézeteltérés pontos körülhatárolása)
- tétel vita (állítás cáfolása)
- érdemi vita (eset, ügy, nézeteltérés lezárása)
- elvi vita (módszertani, világnézeti eltérés esetén)

Viták színvonal szerint:
- személyeskedő
- érdemi
- elvi vita

Viták, érvelés stílus szerint:
- érzelmi
- spekulatív
- státusz
- terelő
- logikusan felépített
- szónoki
- célratörő

Viták formái szerint:
Vannak spontán és formalizált viták

## A vita szakaszai
1. Konfrontációs szakasz: a véleménykülönbség felszínre kerül, a vitázók azonosítják egymást.
2. Nyitó szakasz: a vitázók szerepei és elköteleződései nyilvánossá válnak. A vitatott állítások, és ezek bizonytalanságai elhangzanak, amelyek lehetővé teszi a véleménykülönbség feloldását.
3. Érvelési szakasz: kritikai ellenvetések megtétele, ezek visszaverése vagy elfogadása.
4. Záró szakasz: Közös következtetések, következmények: egy vita záródhat egyetértéssel, kompromisszummal, (ezek közös vonása, hogy a vitatkozó felek többé-kevésbé elfogadják a másik fél álláspontját) vagy a vitában félként részt nem vevő harmadik személy (például döntőbíró, bíró) döntésével végül a véleménykülönbség fennmaradása esetén sikertelenül (eldöntetlenül).

### Vita és vitázó viszonya
A vitában részt vevő tárgyilagos, ha:
- állításait független vagy külső forrással alátámasztja
- érvelése következetes, racionális, tárgyhoz kapcsolódó
- a vitapartner állításait követi, és reagál azokra
- lehetőséget ad az ellenérvek kifejtésére
- elismeri a tévedés lehetőségét.

A vitában részt vevő személyeskedő, ha:
- A vitapartnert sértően jellemzi
- A vitapartner korábbi tevékenységei állnak érvelése középpontjában
- A vitában részt vevő társadalmi helyzetére, előítéletre alapozza érveit, viselkedését
- A vitapartner érvelésének akadályozására, megzavarására törekszik
- A partnert nem tekinti egyenrangúnak

## A vitaelemzés négy dimenziója
Az alábbi fogalmak megkönnyítik az érvelési helyzetek csoportosítását.
1. Az érvelés hatásossága: milyen hatása van az érvelésnek a megadott célközegben?
2. Az érvek erőssége: megalapozza-e az érvelés a következtetéseket?
3. Az érvek formája: megfelel-e bizonyos, meghatározott, logikailag érvényes formáknak az érvelés?
4. Az érvelések tartalmi helyessége: igaz érvek támasztják-e alá a végkövetkeztetést?
- Hatásosság

Ez az elemzési szempont azt vizsgálja, hogy milyen módon hatásos egy érvelés a célközönség meggyőzéséhez. Más érvek bizonyulnak hatásosnak különböző vitahelyzetekben. A hatásosság különböző vitahelyzetektől függ.
- Erősség

Egy érv akkor erős, ha a döntéseinket tökéletesen alapozza meg.
Példa egy erős érvelésre, ebben az esetben a premisszák alapján ki tudjuk következtetni a konklúziót.
P1 (premissza 1) A sarki boltban sosem kellett tíz percnél többet várnom a sorban.
P2 (premissza 2) Most épp a sarki boltban tartózkodom
K (konklúzió) Nem kell 10 percnél többet sorban állással töltenem.
Példa egy gyenge érvelésre, ebben az esetben a premisszák nem alapozzák meg egyértelműen a konklúziót:
P1 (premissza 1) Egyik ismerősöm Angliában tanul tovább, jelenleg a barátnőjével boldogan élnek.
P2 (premissza 2) Én is Angliában fogok tanulni.
K (konklúzió) A barátnőmmel fogok együtt élni.
A semmitmondó érvelések, bár megalapozhatják a konklúziót, mégsem tekinthetők erősnek.
- Formális érvényesség

Néhány érvelés formáját tekintve olyan, hogy igaz premisszák esetén a konklúzió is érvényes. Az ilyen érveléseket logikailag helyes érveléseknek hívjuk.
P1 (premissza 1) A macska kisebb, mint az oroszlán.
P2 (premissza 2) Az oroszlán kisebb, mint a liger.
K (konklúzió) A macska kisebb, mint a liger.
- Érvelés igazsága

Az érveléseket az alapján is vizsgálhatjuk, hogy a bennük szereplő kiejtéseknek, érveknek mi a viszonya a valósággal, mennyire igazak ezek az állítások. A tartalmilag helyes érvek nem jelentik azt, hogy a konklúzió igaz, viszont olyan eset is előfordulhat, amikor tartalmilag helytelen premisszákból igaz konklúzió következik.
P1 (premissza 1) Minden madár tud repülni.
P2 (premissza 2) Minden denevér madár.
K (konklúzió) Minden denevér tud repülni.

## Rokon fogalmak
- Pertraktáció – valamely téma szóbeli körüljárása, alapos megvitatása. A vitával ellentétben, a per-traktációnál a meggyőzés nem feltétel.
- Dialógus - párbeszéd
- Dialektika: Az ókori Görögországban alkalmazott vitastílus - ellentmondások kiélezését végző, indirekt bizonyítást alkalmazó  dialektikus vitatechnika, melynek eredménye a reductio ad impossible, vagy Reductio ad absurdum, vagyis a lehetetlenbe redukálás azaz  ’más igaz állításokkal megy szembe’.